# Communauté de communes du Pays de Nexon
La communauté de communes du Pays de Nexon est une ancienne communauté de communes française, située dans le département de la Haute-Vienne, en région Nouvelle-Aquitaine. Créée en 1993, elle disparaît en 2017.

## Histoire
La communauté de communes du Pays de Nexon est créée le 31 décembre 1993. Elle est absorbée par la nouvelle communauté de communes Pays de Nexon-Monts de Châlus au 1er janvier 2017.

## Composition
À sa disparition, elle regroupait 8 communes : 
- Janailhac
- Meilhac
- Nexon
- Rilhac-Lastours
- Saint-Hilaire-les-Places
- Saint-Jean-Ligoure
- Saint-Maurice-les-Brousses
- Saint-Priest-Ligoure

## Administration

### Présidence
| Période | Période          | Identité          | Étiquette | Qualité                                 |
| ------- | ---------------- | ----------------- | --------- | --------------------------------------- |
| ?       | 2014             | Liliane Jamin     | PS        | Maire de Nexon (1995 → 2014)            |
| 2014    | 31 décembre 2016 | Bernard Deloménie | PS        | Maire de Saint-Priest-Ligoure (2008 → ) |